# Godki
Godki (niem. Gottken) – wieś na Warmii w Polsce położona w województwie warmińsko-mazurskim, w powiecie olsztyńskim, w gminie Jonkowo. W latach 1975–1998 miejscowość administracyjnie należała do województwa olsztyńskiego.
W miejscowości znajduje się przystanek kolejowy, będący na trasie linii kolejowej nr 220 Olsztyn – Elbląg.
W roku 2021 we wsi mieszkało 170 osób, z czego 45.5% stanowiły kobiety, a 54.5%- mężczyźni.

## Historia
W XIII wieku znajdowało się tu pruskie pole osadnicze Gudikus, które było głównym ośrodkiem należącego do Pogezanii terytorium Gudikus (od którego przyjęło nazwę). Wieś pod nazwą Gotken została lokowana ma tym polu dnia 14 lipca 1346 r. przez biskupa warmińskiego Hermana z Pragi. Przywilej lokacyjny wystawiono w Ornecie, pierwszym sołtysem był Prus Glande, który otrzymał 5 włók sołeckich. Kolejne nadania pięciowłókowe otrzymali Prusowie: Wisseke; bracia Steuenis, Paten Hannus i Ryppengaude; Ganglaw i jego stryj Bandeko. W 1355 r. kapituła warmińska  nadała Prusom: Nodopsowi i Meruneowi 5 włók z prawem sprzedaży wraz z obowiązkiem służby zbrojnej. W 1551 kapituła potwierdziła zakup 6 włók w Gotkach i 8 włók w Bałągu przez burgrabiego z Olsztyna - Piotra Pfaffa oraz zmieniła prawo chełmińskie na prawo magdeburskie. Nabywca został zwolniony od wszelkich opłat i dostaw. Po śmierci burgrabiego, wdowa Urszula wyszła za mąż za Prusa Aleksandra. Po jej śmierci 8 włók w Bałągu, 13 w Gotkach, 6 w Łabędziu i 4 w Wołownie przeszły na własność kapituły warmińskiej. Wspomniany Aleksander przejął te własności w 1595 r. w zamian za czynsz dzierżawny w wysokości 50 marek.